# Obsługiwałem angielskiego króla (film)
Obsługiwałem angielskiego króla (cz. Obsluhoval jsem anglického krále) – czesko-słowacka komedia obyczajowa z 2006 roku w reżyserii Jiříego Menzla. Adaptacja powieści Bohumila Hrabala pod tym samym tytułem.
Zdjęcia kręcono w różnych lokacjach na terenie Czech, m.in. w Pradze, na zamku w Slapach, na stacji kolejowej Vejprty, na dworcu w Libercu, w więzieniu w Mladá Boleslav.
Uroczysta premiera filmu odbyła się 18 grudnia 2006 roku w Pradze. Na ekrany czeskich kin trafił 11 stycznia 2007 roku. Obraz prezentowany był w sekcji konkursowej na 57. MFF w Berlinie, gdzie zdobył Nagrodę FIPRESCI. Później zdobył jeszcze wiele innych wyrożnień, m.in. cztery Czeskie Lwy za najlepszy film roku, reżyserię, zdjęcia i rolę drugoplanową Martina Huby.

## Obsada
- Iwan Barnew – Jan Dítě (jako młody)
- Oldřich Kaiser – Jan Dítě (w starszym wieku)
- Julia Jentsch – Liza, jego niemiecka żona
- Milan Lasica – profesor
- Zuzana Fialová – Marcela
- Jiří Lábus – szef hotelu „U zlatého města Prahy”
- Marián Labuda – pan Walden
- Emília Vášáryová – burdelmama Rajská
- Petra Hřebíčková – Jaruszka
- Rudolf Hrušínský młodszy – właściciel hotelu „Cichy Kącik”
- István Szabó – giełdziarz
- Pavel Nový – czeski generał
- Eva Kalcovská – Wanda
- Josef Abrhám – Brandejs, właściciel hotelu „Paryż”
- Martin Huba – pan Skowronek, szef kelnerów w „Paryżu”
- Jaromír Dulava – kelner Karel
- Šárka Petruželová – Julinka
- Tonya Graves – cesarz abisyński
- Petr Čtvrtníček
- Jiří Šesták
- Zdeněk Žák
- Oldřich Vlach
- Rudolf Jelínek
- Ladislav Županič